# Чемерполь
Чеме́рполь (укр. Чемерпіль) — село в Завальевской поселковой общине Голованевского района Кировоградской области Украины.
До 2020 года входило в Гайворонский район
Население по переписи 2001 года составляло 1003 человека, в 2012 году — 865 человек. Почтовый индекс — 26335. Телефонный код — 5254. Код КОАТУУ — 3521187601.

## География
Село Чемерполь расположено на правом берегу реки Южный Буг. Расстояние до Кропивницкого — около 300 км.